# إسماعيل فاضل باشا
إسماعيل فاضل باشا، (بالتركية: Ismail Fazıl Pasha)، ولد في سنة 1856، توفي في سنة 1921 ، هو نجل مصطفى فاضل باشا وأحد جنرالات الجيش العثماني الحديث.